# Стаффорд, Уильям, 4-й граф Стаффорд
Уильям де Стаффорд  (англ. William de Stafford; 21 сентября 1375 — 6 апреля 1395) — 5-й барон Стаффорд, 5-й барон Одли и 4-й граф Стаффорд с 1392 года, 3-й сын Хьюго де Стаффорда, 2-го графа Стаффорда, и Филиппы де Бошан.

## Биография
Уильям родился в родовом замке Стаффорд 21 сентября 1375 года. В 13-летнем возрасте он лишился отца. А в 1392 году умер его брат Томас, не оставивший наследников, поэтому его владения и титулы унаследовал Уильям.
О правлении Уильяма известно очень мало. Он умер уже 6 апреля 1395 года. Женат он не был, детей не имел. Поэтому наследовал ему следующий брат, Эдмунд.